# آرتورو کنی
آرتورو کنی (انگلیسی: Arturo Kenny؛ زادهٔ ۱۲ دسامبر ۱۸۸۹ - درگذشت نامشخص) چوگان‌باز اهل آرژانتین بود. وی در بازی‌های المپیک تابستانی ۱۹۲۴ شرکت کرد. کنی عضوی از تیم چوگان آرژانتین بود که موفق به کسب مدال طلا در المپیک ۱۹۲۴ پاریس شد.